# Дреголешть
Дреголешть, Дреголешті (рум. Drăgolești) — село у повіті Арджеш в Румунії. Входить до складу комуни Котмяна.
Село розташоване на відстані 135 км на північний захід від Бухареста, 28 км на північний захід від Пітешть, 101 км на північний схід від Крайови, 103 км на південний захід від Брашова.

## Населення
За даними перепису населення 2002 року у селі проживали 45 осіб, усі — румуни. Усі жителі села рідною мовою назвали румунську.